# Edoardo Borromeo
Pour les articles homonymes, voir Borromeo.
 Edoardo Borromeo (né le 3 août 1822 à Milan et mort le 30 novembre 1881 à Rome) est un cardinal italien du XIXe siècle.

## Biographie
Edoardo Borromeo  exerce diverses fonctions au sein de la Curie romaine, notamment préfet de la maison pontificale à partir de 1856. Le pape Pie IX le crée cardinal lors du consistoire du 13 mars 1868. Edoardo Borromeo est nommé archevêque titulaire d'Adana (de) en 1878 et est consacré le 19 mai 1878 de la même année par le pape Léon XIII avec comme co-consécrateurs Alessandro Sanminiatelli Zabarella et François Marinelli.
Edoardo Borromeo est l'arrière-grand-neveu du cardinal Vitaliano Borromeo. Les autres cardinaux de sa famille sont : Carlo Borromeo (1560),  Federico Borromeo (1587), Giberto Borromeo (1652), Federico Borromeo (1670) et un second Giberto Borromeo (1717).

## Succession apostolique
Edoardo Borromeo a ordonné les évêques suivants :
- Patriarche Giacomo Gregorio Gallo (pl) (1878)
- Archevêque Beniamino Feuli (1880)
- Cardinal Domenico Maria Jacobini (1881)